# Томаш Саторанський
Томаш Саторанський (чеськ. Tomáš Satoranský, нар. 30 жовтня 1991, Прага, Чехословаччина) — чеський професіональний баскетболіст, легкий форвард і розігруючий захисник іспанської «Барселони».

## Ігрова кар'єра
Професійну кар'єру розпочав 2007 року на батьківщині виступами за команду УСК, за яку грав протягом 2 сезонів.
Після цього виступав за іспанські клуби «Севілья» та «Барселона».
2012 року був обраний у другому раунді драфту НБА під загальним 32-м номером командою «Вашингтон Візардс». Того ж літа взяв участь у літньому таборі НБА, проте продовжив кар'ру в чемпіонаті Іспанії, оскільки, за думкою тренерів «Вашингтона», ще не був готовий до американської ліги.
Кар'єру в НБА розпочав 2016 року виступами за тих же «Вашингтон Візардс», підписавши контракт з клубом 21 липня. 1 грудня 2017 року провів на той момент найрезультативнішу гру в своїй американській кар'єрі, набравши 17 очок проти «Детройта». 3 лютого 2018 року оновив цей показник, набравши 19 очок у виграшному матчі проти «Орландо». Через тиждень він вже набрав 25 очок, допомігши своїй команді перемогти проти «Чикаго» 101–90. 11 січня 2019 року записав до свого активу перший у кар'єрі трипл-дабл, набравши 18 очок, рекордні у кар'єрі 12 підбирань та 10 результативних передач у матчі проти «Мілвокі».
6 липня 2019 року був обміняний до «Чикаго Буллз».
8 серпня 2021 року разом з Гарреттом Темплом та драфт-піками був обміняний до «Нью-Орлінс Пеліканс» на Лонзо Болла.
8 лютого 2022 року був спочатку обміняний до «Портленда», а через день до «Сан-Антоніо». Зігравши один матч за техасців, сторони домовились про викуп контракту; таким чином Саторанський став вільним агентом.
28 лютого 2022 року підписав контракт з «Вашингтон Візардс» на залишок сезону.
4 липня 2022 року повернувся до іспанської «Барселони», підписавши контракт на чотири роки.

## Виступи за збірну
Саторанський — постійний гравець збірної Чехії всіх її рівнів, починаючи з наймолодшого. За національну команду виступав на Євробаскеті 2013, 2015 та 2017.
Допоміг збірній кваліфікуватися на чемпіонат світу 2019 року.

## Статистика виступів

### Регулярний сезон
| Сезон             | Команда               | GP  | GS  | MPG  | FG%  | 3P%  | FT%  | RPG | APG | SPG | BPG | PPG |
| ----------------- | --------------------- | --- | --- | ---- | ---- | ---- | ---- | --- | --- | --- | --- | --- |
| 2016–17           | «Вашингтон Візардс»   | 57  | 3   | 12.6 | .418 | .243 | .697 | 1.5 | 1.6 | .5  | .1  | 2.7 |
| 2017–18           | «Вашингтон Візардс»   | 73  | 30  | 22.5 | .523 | .465 | .781 | 3.2 | 3.9 | .7  | .2  | 7.2 |
| 2018–19           | «Вашингтон Візардс»   | 80  | 54  | 27.1 | .485 | .395 | .819 | 3.5 | 5.0 | 1.0 | .2  | 8.9 |
| 2019–20           | «Чикаго Буллз»        | 65  | 64  | 28.9 | .430 | .322 | .876 | 3.9 | 5.4 | 1.2 | .1  | 9.9 |
| 2020–21           | «Чикаго Буллз»        | 58  | 18  | 22.5 | .514 | .356 | .848 | 2.4 | 4.7 | .7  | .2  | 7.7 |
| 2021–22           | «Нью-Орлінс Пеліканс» | 32  | 3   | 15.0 | .299 | .161 | .760 | 2.0 | 2.4 | .4  | .0  | 2.8 |
| 2021–22           | «Сан-Антоніо»         | 1   | 0   | 9.0  | –    | –    | .750 | 1.0 | .0  | .0  | .0  | 3.0 |
| 2021–22           | «Вашингтон Візардс»   | 22  | 10  | 18.9 | .476 | .273 | .840 | 2.8 | 4.9 | .7  | .2  | 4.9 |
| Усього за кар'єру | Усього за кар'єру     | 388 | 182 | 22.2 | .468 | .354 | .820 | 2.9 | 4.1 | .8  | .2  | 6.9 |

### Плей-оф
| Сезон             | Команда             | GP | GS | MPG  | FG%  | 3P%  | FT%  | RPG | APG | SPG | BPG | PPG |
| ----------------- | ------------------- | -- | -- | ---- | ---- | ---- | ---- | --- | --- | --- | --- | --- |
| 2017              | «Вашингтон Візардс» | 10 | 0  | 3.6  | .500 | –    | .400 | .5  | .6  | .1  | .0  | .8  |
| 2018              | «Вашингтон Візардс» | 6  | 0  | 10.0 | .154 | .000 | .750 | 1.5 | .5  | .0  | .0  | 1.2 |
| Усього за кар'єру | Усього за кар'єру   | 16 | 0  | 6.0  | .263 | .000 | .556 | .9  | .6  | .1  | .0  | .9  |